# Eurydice caudata
Eurydice caudata là một loài chân đều trong họ Cirolanidae. Loài này được Richardson miêu tả khoa học năm 1899.